# Albertina Navemba Ngolo
Albertina Navemba Ngolo Felisberto, más conocida como Navita Ngolo (Catchiungo, 23 de diciembre de 1977) es una política angoleña de la Unión Nacional para la Independencia Total de Angola (UNITA) y miembro de la Asamblea Nacional de Angola.

## Biografía
Navita Ngolo se graduó en economía y administración de la Universidad Católica de Angola. Trabajó como subsecretaria en el Ministerio de Agricultura, Desarrollo Rural y Pesca de 2007 a 2012. En 2012, cuando era secretaria general adjunta del ala juvenil de la UNITA, publicó una carta abierta al diputado del MPLA João Pinto, criticándolo y acusándolo de diversas desviaciones, ataques a la Constitución, irrespeto al partido e incoherencia.
En la época de Jonas Savimbi formó parte del plantel de la Unita y estudió a expensas del Partido. De 2012 a 2017 fue miembro de la Asamblea Nacional. Representa a la Unión Nacional por la Independencia Total de Angola de la que fue nombrada vicepresidenta segunda en 2017. En la Asamblea Nacional  fue nombrada miembro de la Comisión de Economía y Finanzas y elegida de entre sus compañeros de la UNITA como segunda vicepresidenta de la bancada. En abril de 2020, concedió una entrevista a TV Raiar comentando el impacto de la Covid-19 en la economía angoleña, sus características y las implicaciones de la caída de los precios del petróleo.